# Max Wilson

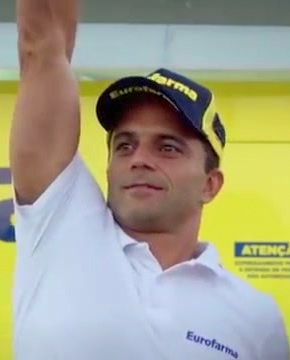
Max Wilson (2018)

Max Wilson (Hamburg, 22 augustus 1972) is een Braziliaans autocoureur.
Hij startte zijn racecarrière in 1985 in de karting. In 1993 stapte hij over naar de Braziliaanse Formule Ford. Een jaar later ging hij in de Braziliaanse Formule Chevrolet rijden waarin hij tweede werd in het algemeen klassement achter Felipe Giaffone. Hij ging in 1995 weer een klasse hoger rijden in de Zuid-Amerikaanse Formule 3. Hij werd opnieuw tweede, achter Ricardo Zonta.
Hetzelfde jaar kon hij in de Duitse Formule 3 gaan rijden. Met een aantal mooie resultaten wekte hij de interesse van verschillende teams. Hij kon definitief in de Duitse Formule 3 aan de slag bij het WTS-F3-Team. Het werd echter een teleurstellend seizoen, waardoor hij het team na een paar races verliet.
Hij ging naar de Italiaanse Formule 3 waar hij voor het RC Motorsport F3 Team ging rijden. Ook dit bleek geen goede keuze: de Fiat-motor had niet de kracht van de Opel Spiess-motoren waarmee het grootste gedeelte van het veld reed. Hij werd hierdoor slechts tiende in het kampioenschap.
Hij kon in 1997 wel in de Formule 3000 gaan rijden. Hij werd vijfde in het kampioenschap, met slechts 19 punten achter kampioen Ricardo Zonta. In 1998 bleef hij in de Formule 3000 en werd tegelijk testrijder voor Williams.
Hij kreeg in 1999 een zitje in de Formule 1 aangeboden bij Minardi maar deze deal sprong op het laatste moment af door Wilson niet voldoende sponsorgeld in het team kon inbrengen. Datzelfde jaar won hij Het Italiaans Formule 3 kampioenschap.
In 2000 werd Wilson testrijder voor Michelin. In 2001 kon hij opnieuw geen Formule 1-zitje krijgen en ging in de Champ Car rijden. In zijn eerste jaar in deze klasse wist hij een aantal goede resultaten te behalen maar ook hier kon hij door gebrek aan geld niet langer racen en ging in de Australische V8 Supercar rijden.
Hij reed hierin onmiddellijk enkele goede resultaten, zo reed hij een vijfde plaats bij zijn eerste kwalificatie. In 2003 behaalde hij ook zijn eerste podium. 2004 werd een moeilijker jaar voor Wilson: hij viel bijzonder veel uit. In 2005 reed hij in Team Dynamik/Tony Longhurst Racing waar hij iets betere resultaten wist te boeken met een top-vijf en top-tien plaats. Een jaar later stapte hij weer over naar een ander team: WPS Racing.